# 1749 Telamon
1749 Telamon é um asteroide troiano de Júpiter. Foi descoberto em 23 de setembro de 1949 por Karl Wilhelm Reinmuth e recebeu o nome do herói grego Télamon.